# گورستان امامزاده هفت تن
قبرستان امامزاده هفت تن مربوط به دوره قاجار - اوایل دوره پهلوی است و در شهرستان بیضا، بخش بیضا، دهستان بیضا، ۴۰۰ متری شرق روستای تل بیضا واقع شده و این اثر در تاریخ ۳۰ بهمن ۱۳۸۶ با شمارهٔ ثبت ۲۰۹۶۸ به‌عنوان یکی از آثار ملی ایران به ثبت رسیده است.